# Alagonia
Alagonia (en griego antiguo: Ἀλαγονία) fue un pueblo de Laconia, Antigua Grecia, cerca de la frontera mesenia, pertenecía a los eleuterolácones, contenía templos de los dioses griegos Dioniso y Artemisa. Se encontraba a 30 estadios de distancia de Gerenia, pero se desconoce su ubicación exacta, aunque podría ser sinónimo del distrito moderno al interior de Kalamata, en la prefectura de Mesenia.
La ciudad fue nombrada en honor de Alagonia, la hija de Zeus y Europa.